# Citroën Lacoste
La Citroën Lacoste est un concept car présenté au Mondial de l'automobile de Paris 2010 par le constructeur automobile français Citroën. Développé en association avec la marque de prêt-à-porter sportif français Lacoste, la marque aux chevrons cherche ainsi à se constituer une image chic et branchée. Le mot d'ordre du concept est la simplicité, le véhicule est en effet dépourvu de tout superflu et revient à la valeur essentielle d'une automobile : se déplacer.

## Caractéristiques
Dépourvu de portière, ce concept car s'inspire de la Citroën Méhari et de la C-Cactus. La Lacoste est motorisée par un trois cylindres essence de 1,2ℓ couplé à une boîte robotisée (ensemble issu de la Citroën C1); le tout disposé à l'avant sur un châssis tubulaire. Elle est dotée d'une capote pneumatique à gonflage automatique et d'un pare-brise repliable. Le système d'optiques a la particularité d'être dissimulé sous la carrosserie.
L'extérieur du véhicule est dessiné par Céline Venet et l'intérieur par Nicolas Gonzalez.

## Galerie

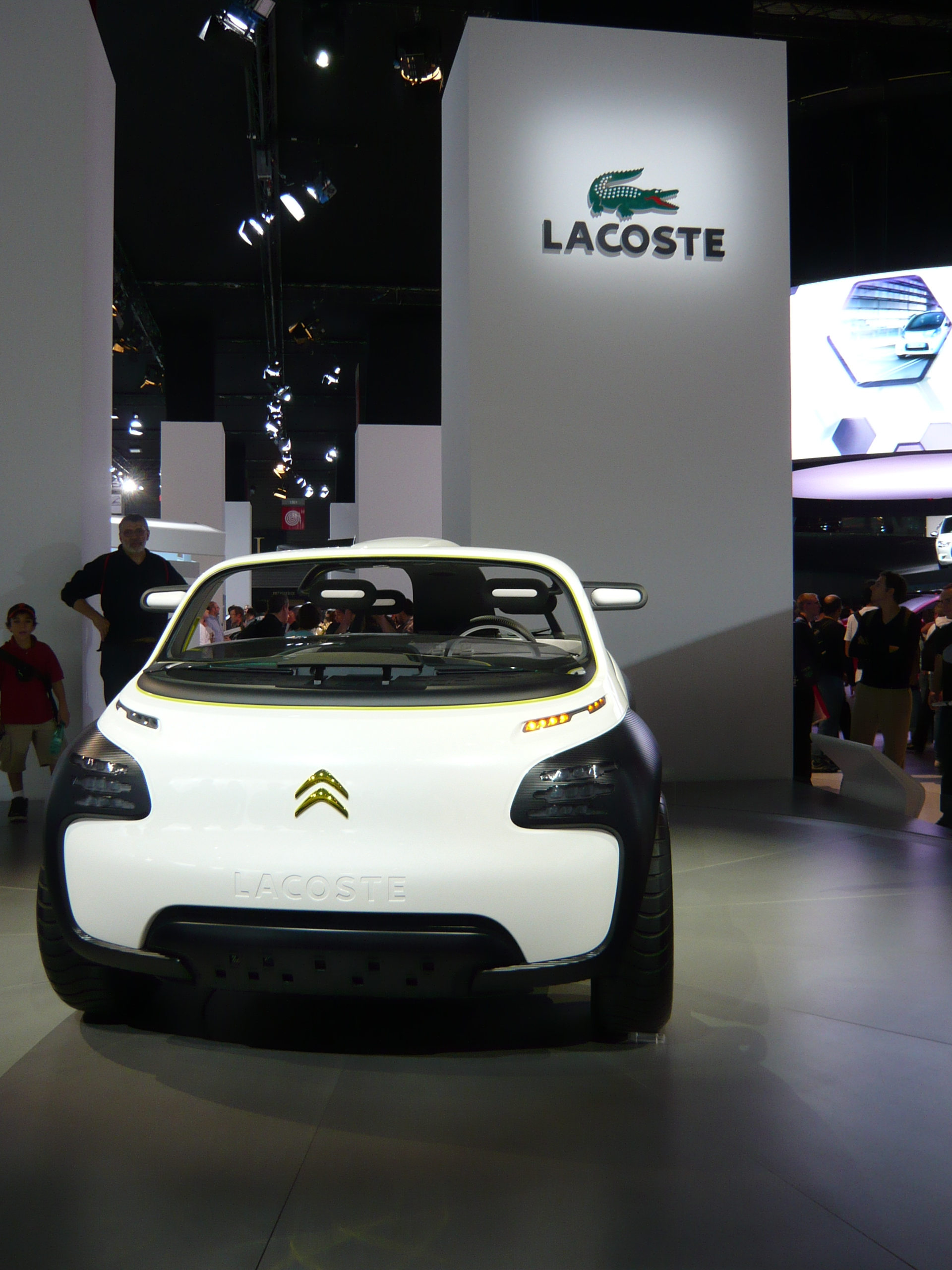
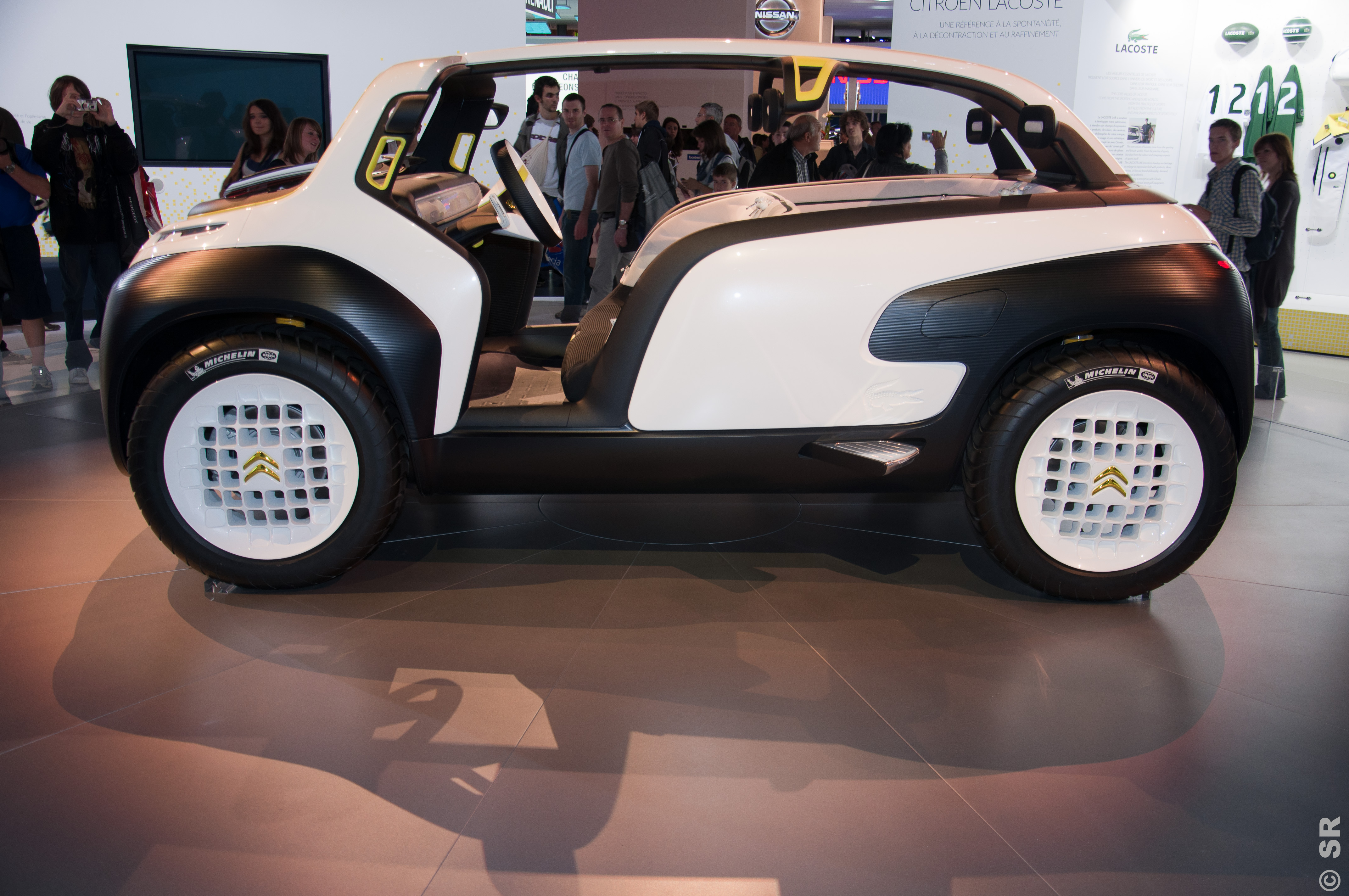
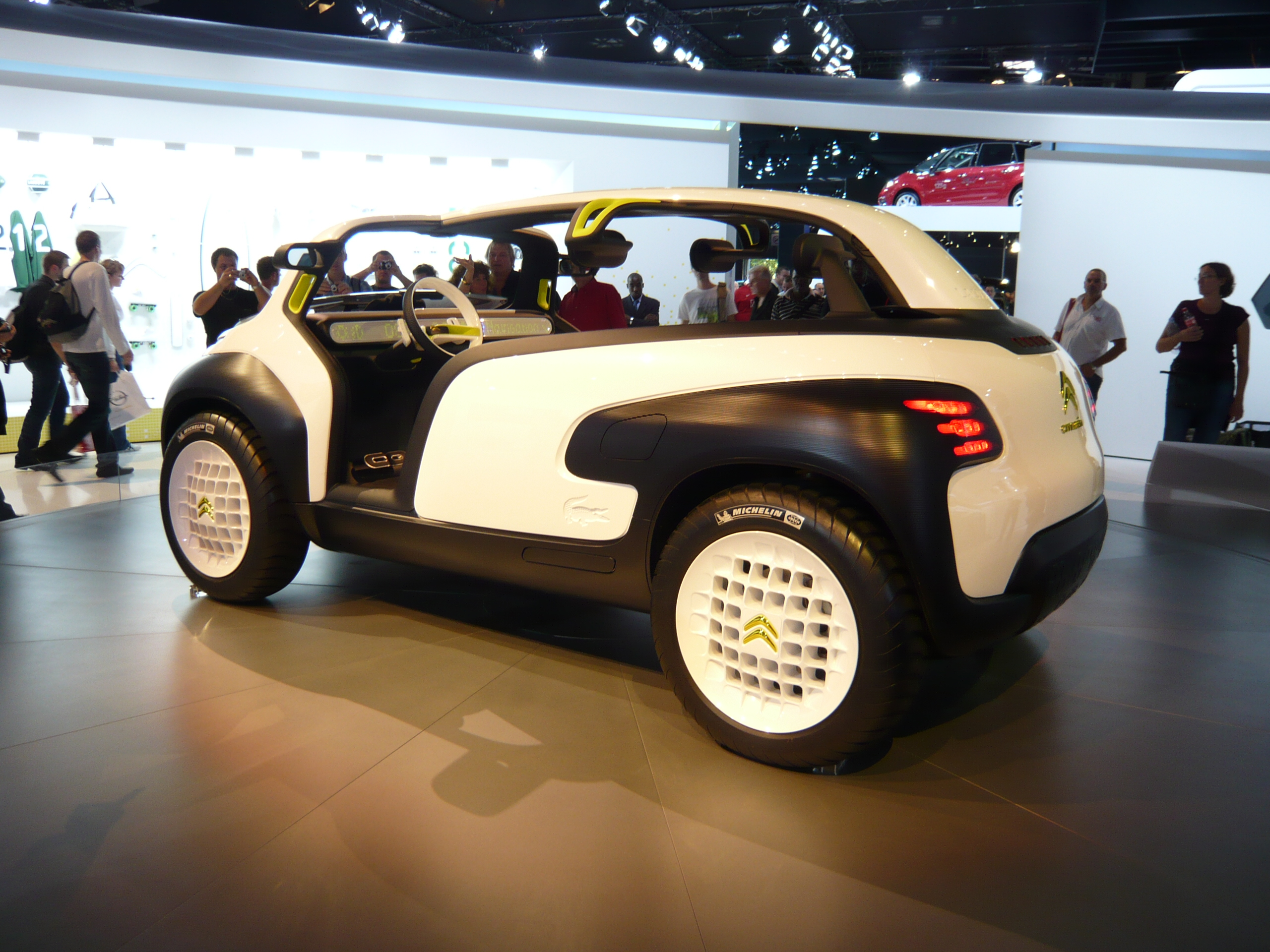
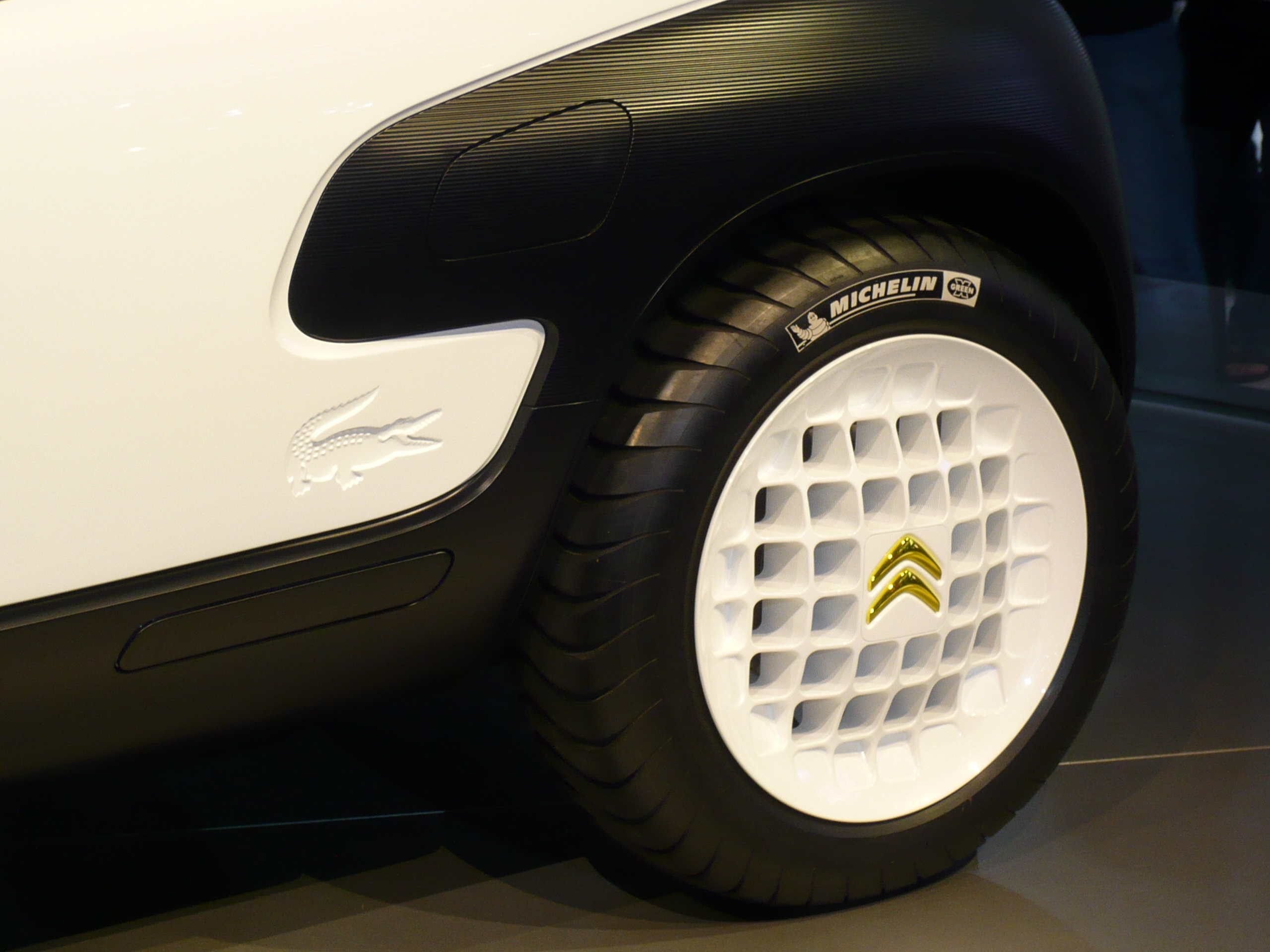